# Васил Александров
Васил Александров Вутов е български литератор.

## Биография
Роден е през 1908 г. в Орхание. Завършва търговска гимназия в София, следва финанси и администрация в Свободния университет (сега УНСС). Сътрудничи с литературни статии и рецензии на „Мисъл“, „Младежки преглед“, „Съвременник“, „Жар“, „Дъга“, „Светлоструй“, „Час“, „Заря“, Литературен критик“ и др. Отговорен редактор на сп. „Нова литература“. Участва в Македонския литературен кръжок. Връзката му с Македония е жена му Благородна.
След 1944 г. завежда изданията на Политическото управление във войската. До края на 1958 г. е заместник главен редактор във Военното издателство, а след това в продължение на четири години е директор на Дома на детската книга.
Работи в областта на литературната критика, публицистика и библиография. Занимава се с проблемите на детската литература, съставя библиография на български и чужди детски писатели, слага началото на поредица от литературни сборници „Въпроси на детската литература“ (т. I-II) (1964 – 1965 г.). Сътрудничи на в. „Литературен фронт“, „Народна култура“, сп. „Септември“, „Читалище“ и др.
Умира през 1990 г. в София.